# Okupace Prahy Francouzi, Bavory a Sasy (1741–1742)

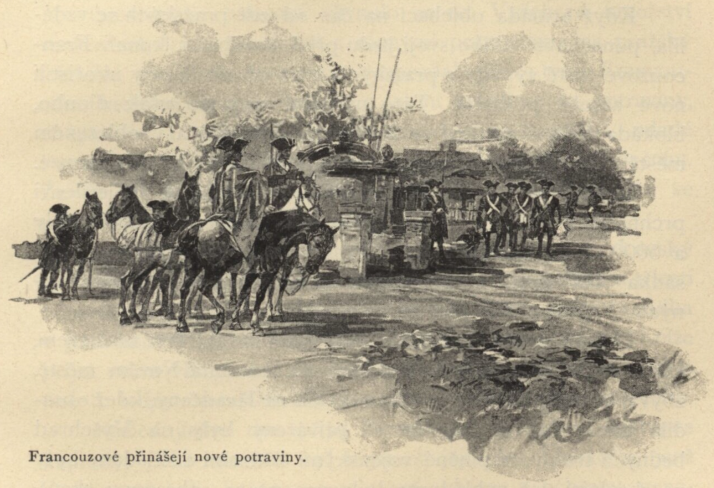
Francouzi na Vyšehradě (ilustrace Eduarda Herolda, 1894)

Okupace Prahy Francouzi, Bavory a Sasy (často označovaná jen jako francouzská okupace Prahy) proběhla v letech 1741–1742 v rámci válek o rakouské dědictví. Válka o země Koruny české vyvrcholila 26. listopadu 1741 dobytím Prahy, hlavního města Českého království.

## Předchozí události
Důvodem války bylo odmítnutí nástupnictví Marie Terezie a Pragmatické sankce bavorským a saským kurfiřtem a územní nároky pruského krále (a braniborského kurfiřta) Fridricha II. ve Slezsku. Rakousko bylo dosud oslabeno válkami s Turky.
Války o rakouské dědictví (resp. první slezská válka) začaly v prosinci 1740 vpádem pruského vojska do Slezska, završeným 10. dubna 1741 jeho vítězstvím v bitvě u Mollwitz. Pruský král Friedrich II. si nárokoval Slezsko, Kladsko a část severovýchodních Čech. Ke spojencům Pruska patřila tři bourbonská království Francie, Španělsko a Neapolsko, dále Švédsko a kolínský kurfiřt. V únoru 1741 byla v Drážďanech sjednána protipruská koalice, jejímiž členy se staly Velká Británie, Rusko, Nizozemsko a Sasko. Sasko však koalici brzy opustilo a nárokovalo si nejprve Slezsko, pak Moravu. Saskému kurfiřtovi byla za podporu císařské volby bavorského Karla Albrechta nabídnuta Morava.

Francouzi se rozhodli podporovat nároky bavorského panovníka na celé Čechy, Horní Rakousy a Tyrolsko. Francie svou pomoc zdůvodňovala poukazem na starší smlouvy; podpořila Bavorsko pouze „dobrovolnickým a pomocným kontingentem“ a většina jejich důstojníků nosila bavorské označení. Faktickým velitelem bavorsko-francouzského vojska však byl francouzský maršál hrabě de Belle-Isle. V létě 1741 vpadla spojená bavorsko-francouzská vojska do Horního Rakouska (v Linci přijal Karel Albrecht hold hornorakouských stavů) a postupovala směrem na Vídeň.

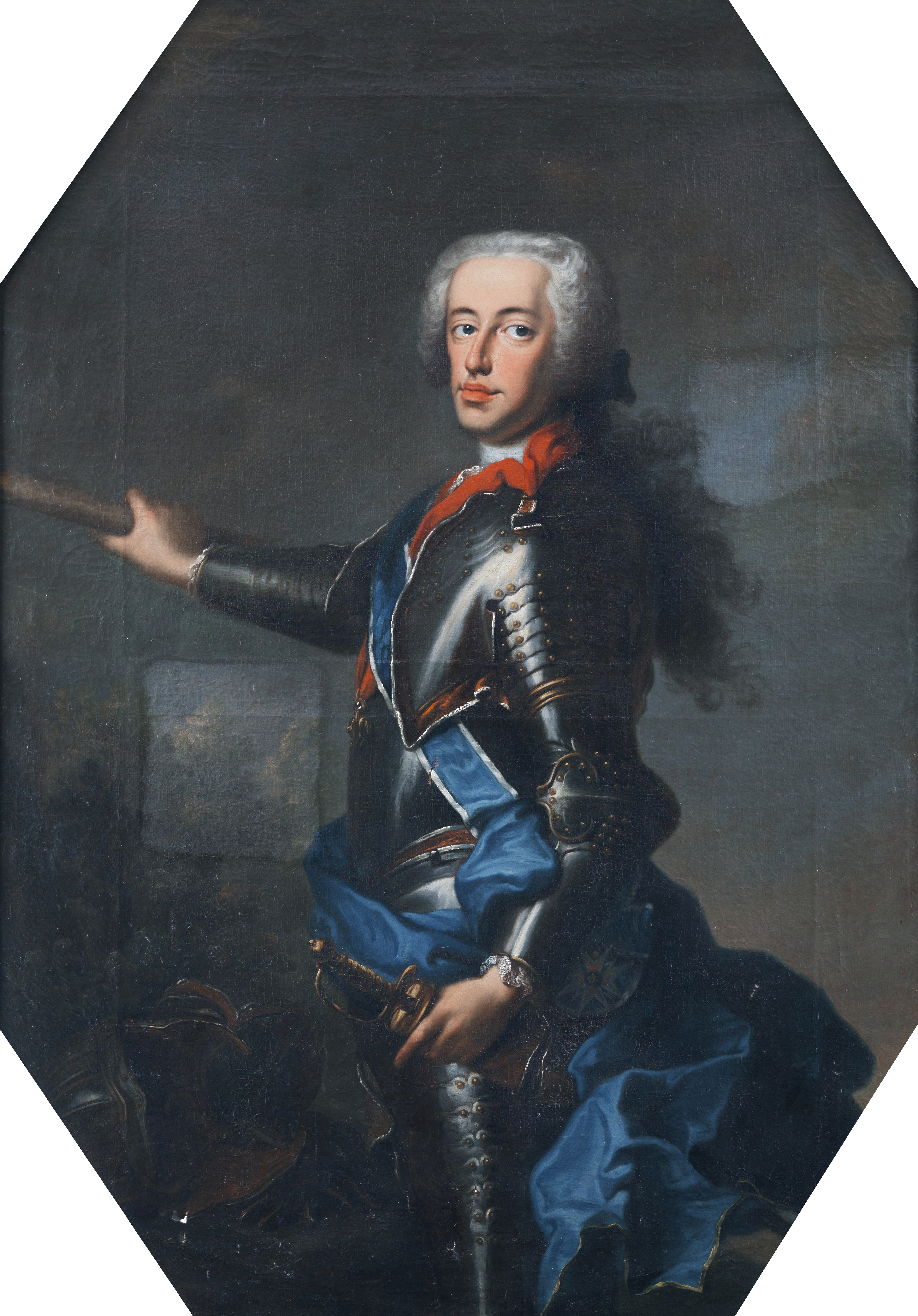
Karel Albrecht, bavorský kurfiřt

Marie Terezie se mezitím tajně dohodla s Friedrichem II. na odstoupení části Slezska, čímž snad chtěla Friedricha přimět k vojenskému spojenectví, nakonec však dosáhla jen jeho neutrality. Tím si do určité míry uvolnila ruce pro válku s Bavory a jejich spojenci. Bavorský kurfiřt byl změnou pruského přístupu poněkud zaskočen, a tak místo tažení na Vídeň se přiklonil k původnímu francouzskému plánu tažení do Čech.

## Dobytí Prahy
V říjnu 1741 se bavorsko-francouzská vojska u St. Pöltenu obrátila a zamířila na České Budějovice. U Plzně se potom spojila s dalšími sbory, které táhly do Čech od západu. Od severu přes Lovosice postupovali Sasové.
19. listopadu rozbila u Prahy ležení bavorsko-francouzská vojska, 24. listopadu dorazili i Sasové. Nejvyšší zemští úředníci již předtím Prahu opustili, správu města převzali městští hejtmani a vojenský velitel hrabě Ogilvy. Třikrát byla Praze nabídnuta možnost kapitulace, a přestože pražská posádka byla nedostatečná, ani jednou nebyla nabídka přijata. Město se chystalo na obranu, kromě třech byly zazděny městské brány.
Praha byla dobyta 26. listopadu 1741 po nočním útoku. Útok začal za jasné noci za dělostřelecké podpory předstíraným výpadem proti Strahovské bráně. Současně zaútočili Sasové ze severu proti Bruské (Karlově) bráně, podařilo se jim ztéci hradby a otevřít brány a začali obsazovat Malou Stranu. Zároveň vnikl od východu do města Novou branou v čele svého jezdectva velitel francouzských vojsk maršál de Saxe (Mořic Saský). Sasům se kromě toho podařilo bez boje proniknout ze severu z osady Podbaba přes Bubny po pontonovém mostě na vltavský ostrov Velké Benátky, odkud se dostali k Novoměstským mlýnům. K ránu byla Praha obsazena. Hrabě Ogilvy se na Malé Straně vzdal hraběti saskému. Na Ogilvyho rozkaz pak kapitulovala vyšehradská citadela, chránící město z jihu, odkud postupovalo bavorské vojsko. Dobytá Praha musela složit výpalné, aby nebyla vypleněna. Karel Albrecht se již ráno na oslavu vítězství symbolicky zúčastnil mše v kostele Panny Marie Vítězné na Bílé Hoře.

## Okupace
Sasové obsadili Hrad a Malou Stranu, zatímco Vyšehrad dostal francouzskou posádku. Koncem listopadu dorazil do Prahy i maršál Belle-Isle a 1. prosince 1741 se ujal vrchního velení. Formálně byl sice hlavou okupačních sil v Praze vévoda bavorský, avšak de facto byli, navzdory bavorským protestům, vojenskými pány Francouzi a skutečným velitelem města byl pobočník bavorského vévody, francouzský plukovník François de Chevert. Saským oddílům velel generál F. A. hrabě Rutovský. Belle-Isle však brzy dojednal jejich odchod z Prahy.

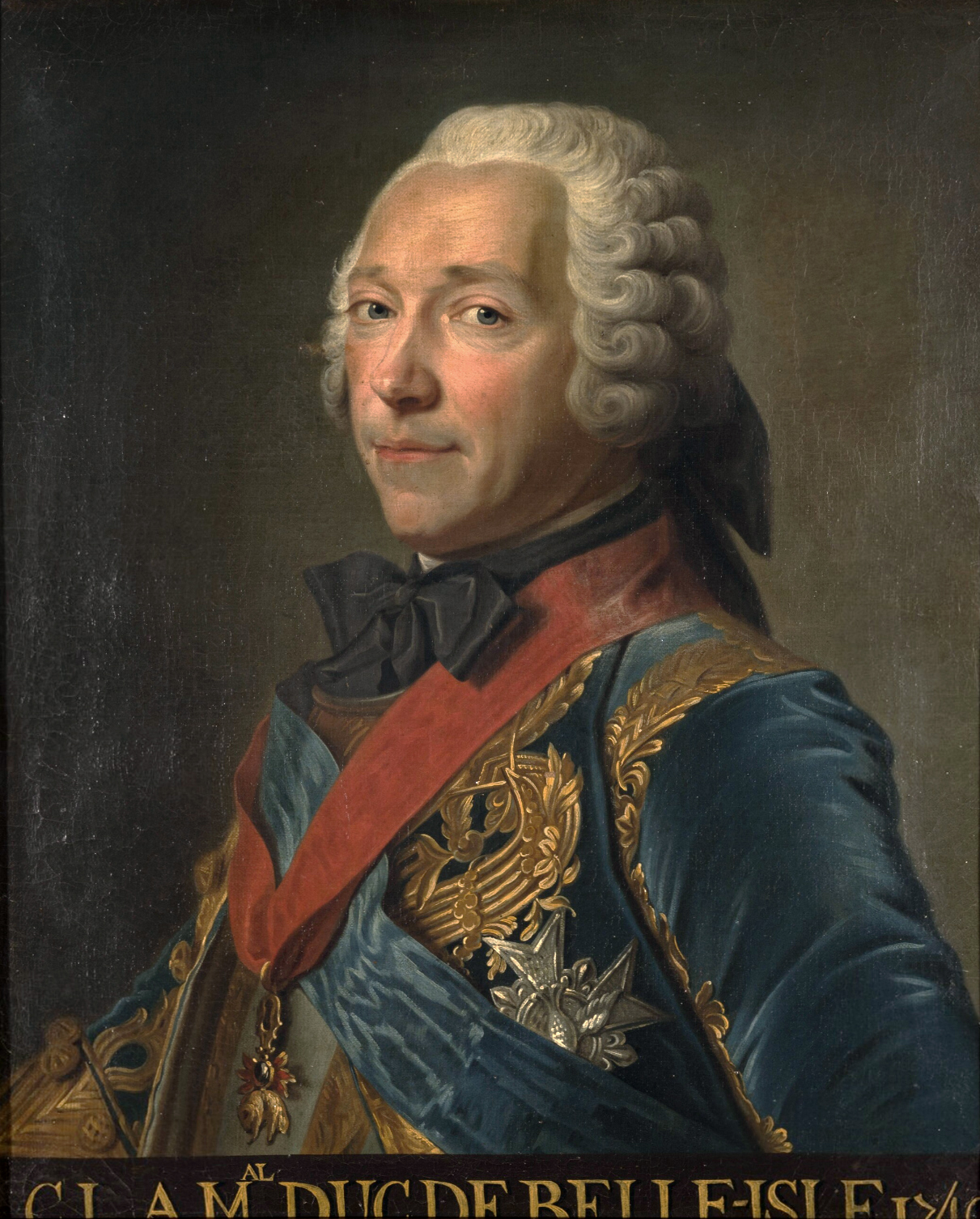
Maršál de Belle-Isle

Bavorský kurfiřt Karel Albrecht se dne 9. prosince 1741 nechal 400 českými stavy provolat (korunovační klenoty byly už od roku 1620 uloženy ve Vídni) českým králem jako Karel III. Legálním českým panovníkem byla od roku 1740 Marie Terezie, nicméně značná část české šlechty vzdala Karlu Albrechtovi 19. prosince hold. , Svou moc uplatňoval protikrál Karel III. pouze v západní části Čech a v okolí Prahy, a to ještě za finanční a vojenské pomoci Francie. Koncem prosince Prahu opustil, jeho přednostním zájmem bylo zvolení římským císařem.
Francouzi začali Prahu měnit v pevnost, vylepšovat opevnění, zpevňovali bastiony, stavěli palisády, opravovali příkopy, dokončili systém kasemat na Vyšehradě, budovali nová stanoviště pro děla a připravovali i zaplavení novoměstského příkopu vodou z Botiče. Shromažďovali zbraně, střelivo, potraviny. Vysoké náklady byly vymáhány od stavů, ale i duchovenstva a pražské židovské obce, přičemž z žádostí, příkazů, hrozeb a korespondence je zřejmé, že požadavky nebyly plně uspokojeny. Vztahy obyvatelstva k Francouzům byly jinak vcelku dobré, jednak pro korektní jednání ze strany vojska, a také proto, že pražské obyvatelstvo bylo zklamáno pasivitou vídeňského dvora.
V době, kdy bavorský kurfiřt jako český protikrál ovládal Prahu a západní Čechy, pruský král Friedrich II. porušil dohodu s Marií Terezií, dobyl Olomouc, vtáhl do Čech a v bitvě u Chotusic 17. května 1742 porazil rakouské vojsko Karla Lotrinského. Svá vítězství si pojistil příměřím ve Vratislavi a pak berlínskou mírovou smlouvou z 28. července 1742. Marie Terezie se sice definitivně zřekla většiny Slezska a Kladska, ale Prusko uznalo Pragmatickou sankci a vzdalo se dalších územních nároků. Díky tomu mohla armáda Karla Lotrinského vytáhnout na Prahu. Z českého území se mezitím stáhli Sasové, kteří po vzoru Pruska opustili protihabsburskou koalici.

## Osvobození Prahy rakouským vojskem

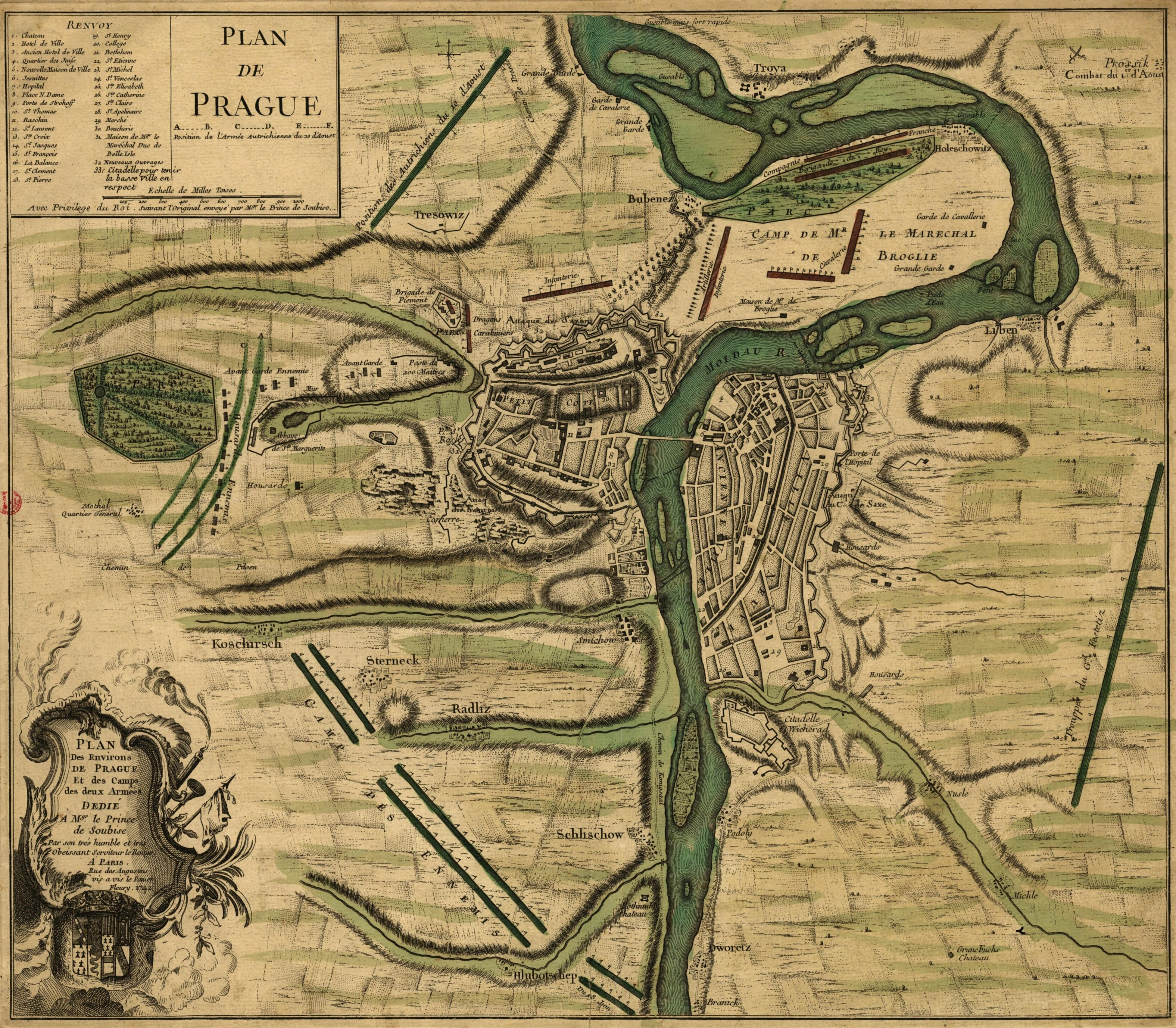
Rakouská vojska před Prahou roku 1742 (G.-L. Le Rouge)

Obléhání Prahy zahájili Rakušané již koncem června 1742. V Praze byla zpřísněna opatření a nakonec i rozpuštěny civilní úřady. Francouzská posádka v Praze v té době čítala (po doplnění sbory z jižních Čech) asi 30 000 osob, zatímco rakouských oblehatelů bylo zhruba 80 000. Bavorský vévoda a maršál Belle-Isle se 2. července 1742 pokusil s hrabětem Königseggem a knížetem Esterházym sjednat podmínky pro vydání města a žádal volný odchod posádky, ale Rakušané trvali na jejím zajetí. V Praze se již citelně projevoval nedostatek zásob. 20. července 1742 Francouzi na jednání nabízeli opuštění Prahy, Chebu a Hluboké, pokud rakouská vojska odejdou z Bavorska. Přestože jak Karel Lotrinský, tak František Štěpán s návrhem souhlasili, Marie Terezie jej zamítla.
Počátkem září 1742 vytáhlo Praze na pomoc francouzské vojsko maršála Mailleboise, které vypudilo generála Khevenhüllera z Bavorska. Většina Rakušanů od Prahy vytáhla proti Mailleboisovi k Plzni, před Prahou byl ponechán pouze sbor generála Festeticze o síle 9000 mužů, což na čas obnovilo možnost zásobování Prahy z venkova, avšak přesto byl nedostatek potravin stále silnější. Francouzský maršál vévoda de Broglie ve snaze pomoci Mailleboisovi učinil výpad z Prahy do Litoměřic, aby se připojil se k Mailleboisově armádě. Část Francouzů zanechal v Litoměřicích, kde se později vzdali Rakušanům, asi polovina se jich vrátila do Prahy.
Další obležení Prahy, které začalo 2. listopadu 1742, bylo pouhou blokádou města. U Prahy zůstal maršál Kristián z Lobkovic s 20 000 vojáky - Karel Lotrinský a generál Khevenhüller postoupili na linii mezi Lincem a Pasovem, aby kryli před Mailleboisovými vojsky, která mezitím ustoupila do Bavor, přístup k Vídni. V obležené Praze se rozmnožil počet raněných i případy skvrnitého tyfu a úplavice.
25. listopadu 1742 přišel Belle-Isleovi z Paříže tajný rozkaz zachránit posádku ústupem do Chebu. Z původních 49 prořídlých batalionů sestavil 24 nových a v tajnosti připravoval ústup. Předstíral, že chce ve městě přezimovat, a vyhlásil, že se chce zmocnit rakouských zásob na Zbraslavi; soustředil vojsko u Bruské a Strahovské brány a nechal provést klamné pohyby na jiných místech. Od 16. prosince 1742 18 hodin do 6 hodin ráno následujícího dne pak odešlo z města 11 000 pěších a 3000 jízdních vojáků s 30 děly a třemi stovkami vozů. Vojsko s sebou vzalo 40 předních měšťanů jako rukojmí (podle kapitulačních podmínek však bylo jako rukojmí jen 16 osob). Vlivem počasí i útoků obyvatelstva utrpěly jednotky při ústupu do Chebu značné ztráty: Belle-Isle přiznal ztráty 300–400 mužů, avšak c. a k. válečný archiv udává, že ztráty při ústupu k Chebu dosáhly asi výše 1500 mužů a že v Chebu bylo 800 uloženo v nemocnicích a na cestě zůstalo dalších 700–800 mužů. Francouzská posádka v Chebu se poté vzdala rakouským vojákům až 9. září 1743.

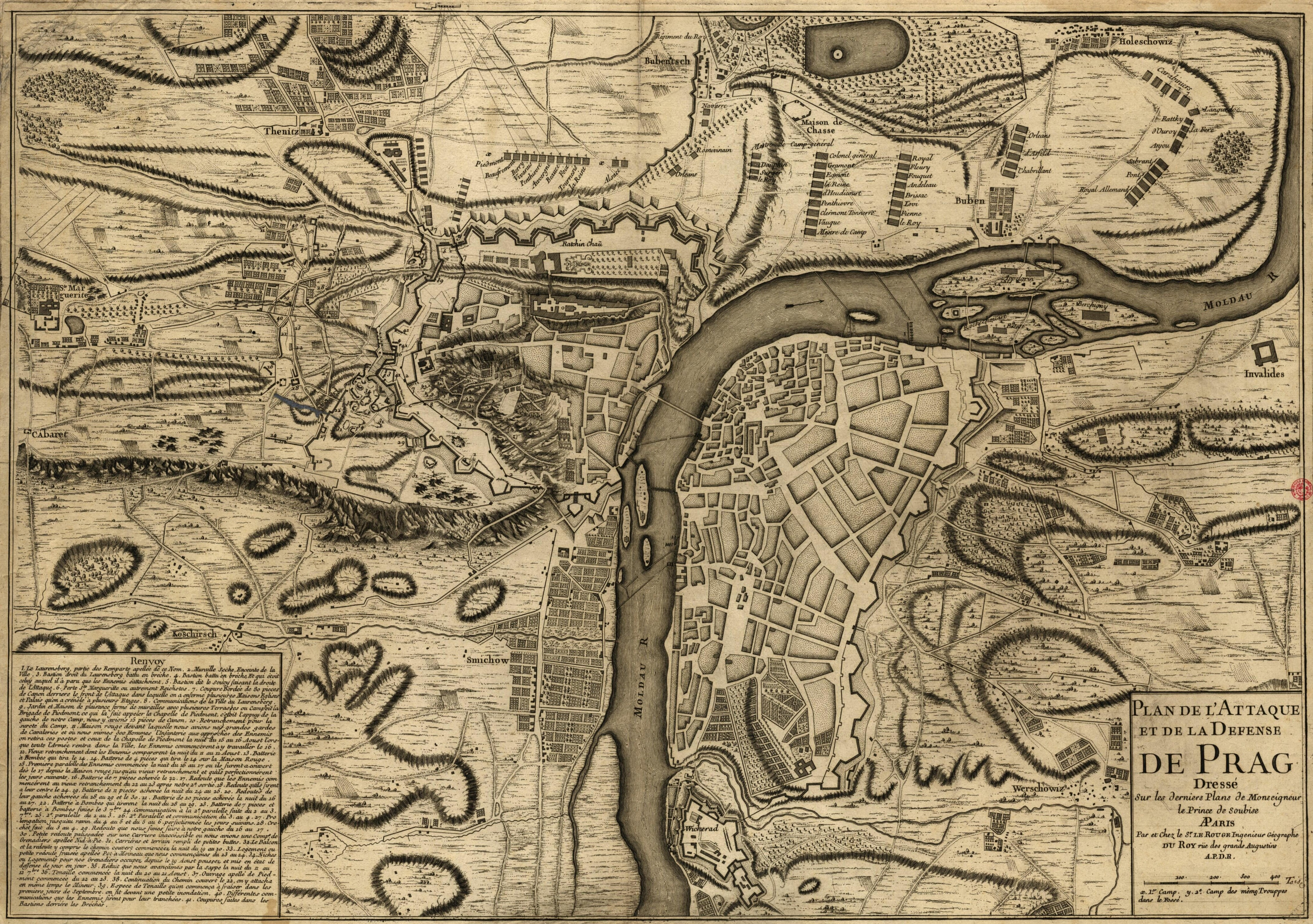
Rakouský útok na Prahu roku 1742 (G.-L. Le Rouge)

Brány byly v následujících dnech po Belle-Isleově ústupu zazděny. K ochraně 2876 nemocných a raněných v nemocnicích byl v Praze ponechán sbor 2000 vojáků pod velením plukovníka de Cheverta.
Plukovník de Chevert odmítl jednat o vzdání na milost a nemilost a prohlašoval, že nebude-li mu umožněn volný odchod, zničí Pražský hrad a město zapálí. Kníže Lobkovic přistoupil proti vůli Marie Terezie na jeho podmínky a 25. (26.?) prosince 1742 byla uzavřena velkomyslná kapitulace o čtrnácti bodech. Jako dar poslal Chevert Lobkovicovi na Zbraslav třicet lahví vína a dostal na oplátku darem tureckého koně s výstrojí. Do 2. ledna pak Francouzi balili svá zavazadla. Marie Terezie později neuznala první bod dohody mezi Lobkovicem a de Chevertem, který stanovil beztrestnost pro přívržence Karla Albrechta, byť hrdelní tresty nakonec zmírnila.
Rakouská vojska poté do vyhladovělé Prahy vstoupila 2. ledna 1743. Čechy opustila též bavorská vojska, čímž také skončila vláda Karla III. (Karla Albrechta) jako českého protikrále.

## Dopady
29. dubna 1743 přijela do Prahy Marie Terezie. Po složení přísahy českými stavy byla dne 12. května 1743 slavnostně korunována českou královnou. Do Prahy však přicestovala nejen kvůli korunovaci, chtěla i osobně dohlížet na práci zvláštní dvorské vyšetřovací komise, která měla zdokumentovat činnost významných úředníků a českých stavů za období "protivlády". Zvláštní trestní soud zahájil činnost koncem června a zasedal až do pruského vpádu do Čech na podzim 1744. Potrestal okolo 200 osob a vynesl 12 trestů smrti, které však byly poté cestou milosti zmírněny, většinou na internaci a vyhnanství. Pražský právník Karel David, nejpřísněji potrestaný, měl být potrestán popravou rozčtvrcením, což představovalo nejtvrdší rozsudek celého jednání. Poprava měla být vykonána 28. června 1743 na pražském Dobytčím trhu před Novoměstskou radnicí a zmírnění rozsudku na doživotí mu bylo oznámeno až těsně před vykonáním popravy.

## Další souvislosti

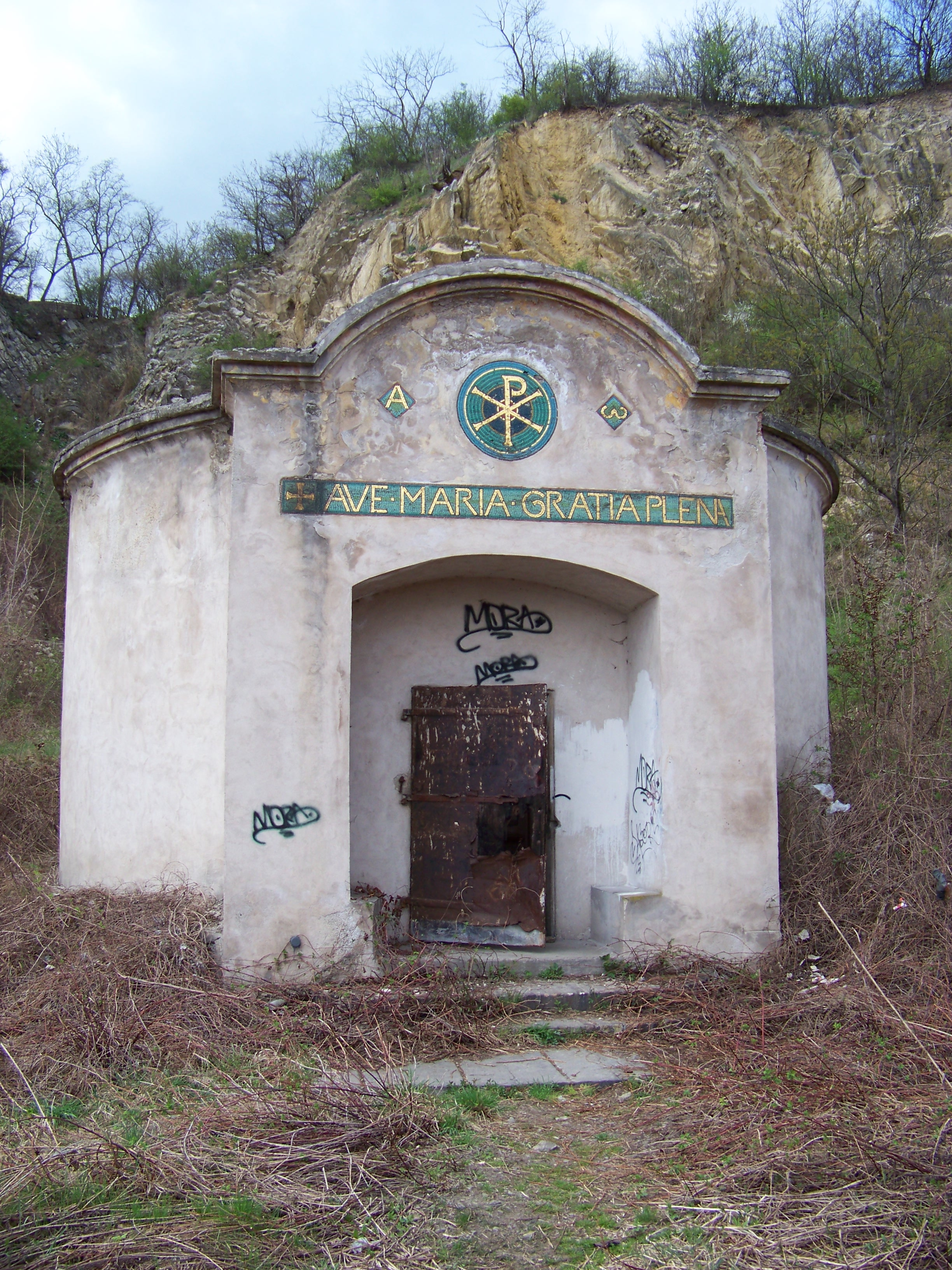
Stavba pod barrandovskými skalami sloužila původně snad jako sklad střelného prachu používaného francouzským vojskem v roce 1742 k odstřelům silurských vápencových skal pro stavbu pasovské silnice podél Vltavy; později byla přestavěna na kapli Panny Marie Bolestné

Kromě vojenských staveb se Francouzi během okupace zapsali do dějin Prahy významnou dopravní stavbou: výstavbou tzv. Pasovské silnice (dnešní Strakonické) propojující po levém břehu Vltavy Prahu se Zbraslaví. Předtím bylo možné spojení pouze horem přes Slivenec, břeh řeky byl neprůchodný. Po roce 1800 byla dobudována jako císařská silnice do Budějovic.
V prosinci 1742 byla v Praze na popud francouzských důstojníků–zednářů založena nejstarší zednářská lóže v českých zemích. Později dostala jméno U tří korun a za další čas U tří hvězd (od roku 1763 přijala oficiální název U tří korunovaných hvězd).
Na bývalém novoměstském morovém hřbitově z let 1713–1716 u kostela Povýšení svatého Kříže na dnešním Žižkově bylo v letech 1741 až 1742 do šachtových hrobů pohřbeno přibližně 6 až 7 tisíc těl zemřelých francouzských vojáků. Hřbitov přestal být používán roku 1784.
K francouzské okupaci Prahy se váže historie vzniku kaple Nalezení svatého Kříže ve Stodůlkách. Podle pověsti ji nechala postavit Marie Terezie na paměť události z roku 1742, kdy vojáci nalezli kovový kříž zarostlý ve špalku, což bylo považováno za zázračnou předvěst vítězství rakouských vojsk nad francouzskými vojsky okupujícími Prahu. Základní kámen byl položen 25. května 1743 za osobní účasti královny Marie Terezie a jejího manžela.